# Den Hvide Ørns Orden
 Ikke at forveksle med Den Hvide Ørns Orden (Serbien).
Den Hvide Ørns Orden (polsk: Order Orła Białego) er den ældste og højeste orden i Polen. Den blev stiftet den 1. november 1705 af kong August 2. af Polen på slottet i Tykocin, hvor han tildelte den til otte af sine nærmeste politiske og diplomatiske allierede.
Ordenen tildeles til de mest fremtrædende polakker samt de højest-rangerende repræsentanter fra fremmede lande. Den Hvide Ørns Orden er vedhæftet til et blåt bånd, der slynges over venstre skulder mod højre. Når Ordenens stjerne er broderet på, vil den sidde på brystets venstre side.